# Agente Logan - Missione Ypotron
Agente Logan - Missione Ypotron è un film del 1966, diretto da Giorgio Stegani.

## Trama
L'agente Logan e il collaboratore Wilson indagano sullo scienziato Morrow, che alcuni ritengono stia complottando un piano malvagio atto a distruggere il mondo. Subito scampato ad agguati e inseguimenti vari, Logan riesce con un po' di fortuna e dopo vari imprevisti a entrare nel laboratorio di Morrow e a sventare il terribile complotto.